# Васюра, Иван Иванович
Иван Иванович Васюра (укр. Іван Іванович Васюра; род. 12 января 1948, село Мельники, Чигиринский район, Кировоградская область, Украинская ССР) — украинский государственный деятель, депутат Верховной рады Украины II созыва (1994—1998).

## Биография
Родился 12 января 1948 года в селе Мельники Чигиринского района Кировоградской (ныне Черкасской области) Украинской ССР.
В 1968 году окончил Городищенский сельскохозяйственный техникум, с 1968 по 1970 год был начальником участка совхоза «Успенский» Луганского района Луганской области, с февраля 1970 по июнь 1975 года был бригадиром комплексной бригады колхоза «Донецкий» Шахтёрского района Донецкой области.
С июня 1975 по апрель 1987 года — председатель исполкома Никишинского сельсовета Шахтёрского района, с июня 1987 года по февраль 1988 года — председатель исполкома Матвеевского сельсовета Чигиринского района, с февраля 1988 года — председатель колхоза «Слава» (с. Худолиевка Чигиринского района).
На парламентских выборах 1994 года был избран народным депутатом Верховной рады Украины II созыва от Чигиринского избирательного округа № 428 Черкасской области. В парламенте был членом Комитета по вопросам агропромышленного комплекса, земельных ресурсов и социально-экономического развития села, входил во фракцию Аграрной партии Украины.
На парламентских выборах 1998 года был кандидатов в народные депутаты Верховной рады Украины III созыва от Аграрной партии Украины, был № 56 в партийном списке, избран не был.
Женат, двое сыновей.